# (2968) Iliya
(2968) Iliya (1978 QJ) – planetoida z grupy przecinających orbitę Marsa okrążająca Słońce w ciągu 3,64 lat w średniej odległości 2,37 j.a. Odkryta 31 sierpnia 1978 roku.